# 生銹
生鏽是指金屬和空氣中的氧，所產生氧化後的一種變化。
一般所謂生鏽是指其鏽改變其物質原有型態與質感，如铁锈或碱式碳酸铜等。不過若只是生鏽為金屬氧化的話，大部份金屬都會生鏽；部份如铝氧化後會產生緻密氧化物，反過來可保護內層金屬。